# Atlanticus kwangtungensis
Atlanticus kwangtungensis är en insektsart som beskrevs av Tinkham 1941. Atlanticus kwangtungensis ingår i släktet Atlanticus och familjen vårtbitare. Inga underarter finns listade i Catalogue of Life.